# 6,5mm Remington Magnum

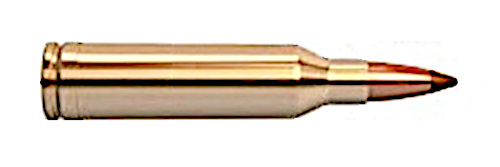
Um cartucho 6,5mm Remington Magnum

O  6,5mm Remington Magnum é um cartucho de fogo central para rifle no calibre .264 (6,7 mm) cinturado em forma de "garrafa", introduzido em 1966. O 6,5mm Remington Magnum é baseado no .350 Remington Magnum com "pescoço" estreitado que, por sua vez, é baseado em um estojo do .375 H&H Magnum encurtado e também com pescoço estreitado. O 6,5mm Remington Magnum foi um dos primeiros cartuchos magnum curtos.

## Informações gerais
O calibre 6,5mm (.264 polegadas) tem sido extremamente popular na Europa e especialmente nos países escandinavos e esta tendência continua até hoje. O 6,5×52mm Carcano, o 6,5×53mmR (ou .256 Mannlicher), o 6,5×54mm Mannlicher–Schönauer, o 6,5×55mm Mauser sueco, o 6,5×58mm Krag–Jørgensen e o 6,5×58mm Português estão entre esses cartuchos de origem militar europeia. O que as balas de 6,5 mm (calibre .264) ofereciam eram: a densidade seccional e coeficientes balísticos excelentes. Os países escandinavos dominaram as Olimpíadas nos eventos nórdicos disparando cartuchos de fogo central de 6,5 mm, como o 6,5×55mm, até 1972, quando os eventos de tiro com cartuchos de fogo central foram abandonados. No entanto, na América do Norte, o calibre .264 não se destacou em termos de popularidade. Começando na década de 1950, vários fuzis fora de serviço noruegueses Krag-Jørgensen e Mauser suecos começaram a se infiltrar nos Estados Unidos. A Winchester havia projetado o .264 Winchester Magnum, mas ele não ganhou muitos seguidores e os rifles que o usaram foram afetados por uma curta vida útil dos canos.
Em 1966, a Remington introduziu o 6,5mm Remington Magnum, que se baseava no .350 Remington Magnum dos anos anteriores, na carabina Model 600 com cano de 18,5 polegadas. Esta foi uma má escolha de rifle da Remington, pois não foi capaz de explorar o potencial de desempenho do cartucho 6,5mm Remington Magnum. Embora a Remington posteriormente tenha utilizado o cartucho no rifle Model 700 com cano de 24 polegadas entre 1969 e 1973, o dano já havia sido feito à reputação do cartucho. Danos dos quais nunca se recuperaria totalmente e, por fim, tornou-se obsoleto. Tentativas de reviver o cartucho foram feitas pela Ruger e, em seguida, novamente pela Remington em 2004 no rifle Remington Model 673, mas essas tentativas não tiveram sucesso.
O 6,5mm Remington Magnum continua sendo um cartucho de rifle excelente com um maior potencial de desempenho sobre todos os cartuchos de 6,5 mm europeus, exceto o 6,5×68mm RWS, que é semelhante ao .264 Winchester Magnum. Além disso, devido à sua "baixa estatura", pode ser encaixado em rifles de ação curta mais leves e de manuseio mais rápido. Por conta da capacidade do estojo do cartucho, um cano com comprimento mínimo de 24 polegadas é necessário para entregar o potencial do cartucho. Com canos mais curtos, o nível de desempenho cai drasticamente, especialmente quando pólvoras de queima lenta são utilizadas.
Atualmente a Remington não produz mais munição para o cartucho 6,5mm Remington Magnum.

## Especificações

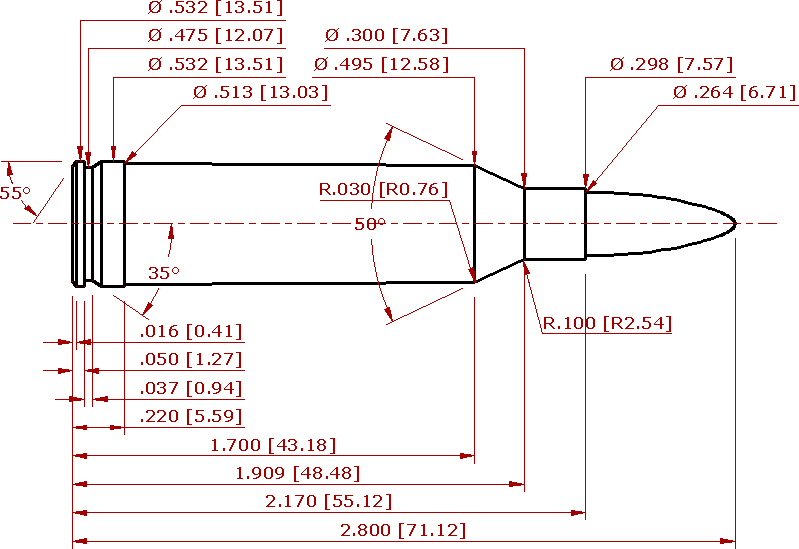
Dimensoões do cartucho 6,5mm Remington Magnum.